# Ким Бён Сик
Ким Бён Сик (кор. 김병식?, 金炳植?; 10 февраля 1919 — 21 июля 1999) — политический деятель КНДР, вице-президент КНДР и председатель ЦК Социал-демократической партии Кореи.

## Биография
Родился 10 февраля 1919 года на территории современной провинции Чолла-Намдо. Окончил Университет Тохоку. Работал в Союзе корейских студентов в Японии и Центральном телеграфном агентстве Кореи. Занимал руководящие должности в Ассоциации северокорейских граждан в Японии (Чочхоннён) после её формирования в 1955 году (в 1959 году стал главой организации).
В ноябре 1967 года избран депутатом Верховного народного собрания КНДР вместе с Хан Док Су и другими руководителями Чочхоннён.
В 1971 году Ким Бён Сик основал торговую компанию Universe Trading и стал ответственным за сбор и отправку денег в КНДР, а также за работу в Японии, которая привела к похищению двух детей в 1973 году.
В октябре 1972 года он отправился в КНДР для участия в переговорах между Красным Крестом Севера и Юга. Однако в Пхеньяне Ким Бён Сик был задержан как «антипартийный контрреволюционный сектантский элемент». После этого события он жил «отшельнической жизнью» в Японии и был директором Японского института международных отношений.
В 1990-е годы Ким Бён Сик вернулся обратно в КНДР и вступил в Социал-демократическую партию, ставшую прокоммунистической ещё под руководством Чхве Ён Гона. Затем в июле 1993 года Ким Бён Сик стал председателем ЦК партии. После ухода с этого поста он сохранил своё влияние на партию и продолжал в ней работать советником ЦК.
Также был вице-председателем Постоянного комитета Верховного народного собрания.
С 1994 по 1998 год — вице-президент КНДР.
Умер 21 июля 1999 года. На его похоронах присутствовало 18 членов похоронного комитета, включая Хон Сон Нама.
5 августа 1999 года посмертно награждён Премией национального воссоединения.